# Obořiště
Obořiště település Csehországban, a Příbrami járásban. Obořiště Ouběnice, Rosovice, Svaté Pole, Daleké Dušníky, Dobříš és Dlouhá Lhota településekkel határos. Lakosainak száma 716 fő (2024. január 1.).

## Népesség
A település lakosságának változását az alábbi diagram mutatja:
| Lakosok száma | 570  | 685  | 711  | 553  | 619  | 567  | 656  | 663  | 700  | 716  |
|               | 1869 | 1890 | 1921 | 1950 | 1980 | 2001 | 2017 | 2019 | 2022 | 2024 |